# Grandestino
Albums de Lartiste
Clandestino
(2016)
Singles
1. Catchu
Sortie : 2017
2. Vai et viens
Sortie : 2018
3. Mafiosa
Sortie : 2018
4. GB
Sortie : 2018
5. Attache ta ceinture
Sortie : 2018

Grandestino est le 5e album studio de Lartiste sorti en 2018. Plusieurs singles sont extraits dont Catchu Catchu et Mafiosa.

## Pistes
Toutes les chansons sont écrites et composées par Youssef Akdim.
| No  | Titre                         | Durée |
| --- | ----------------------------- | ----- |
| 1.  | Bête blessée                  | 2:58  |
| 2.  | Grandestino                   | 3:00  |
| 3.  | Mafiosa (feat. Caroliina)     | 3:14  |
| 4.  | GB (feat. Kaaris X DJ Mc FLy) | 3:28  |
| 5.  | Catchu                        | 3:33  |
| 6.  | A l'ancienne (feat. Hache-P)  | 3:08  |
| 7.  | Narcos                        | 4:08  |
| 8.  | Vai & viens                   | 3:00  |
| 9.  | Tabou                         | 3:06  |
| 10. | Neymar (feat. Gradur)         | 2:54  |
| 11. | Je pilote                     | 3:09  |
| 12. | La rose & l'épine             | 3:01  |
| 13. | Sans titre (Vatos low cost)   | 3:17  |
| 14. | Pardonner                     | 4:26  |

## Classements
| Classement (2018)            | Meilleure position |
| ---------------------------- | ------------------ |
| Belgique (Wallonie Ultratop) | 18                 |
| France (SNEP)                | 9                  |

## Certifications
| Région | Certification | Ventes/Streams |
| --- | ------------- | -------------- |
| France (SNEP) | 2 × Platine   | 200 000        |
| *Ventes selon la certification ^Mise en rayon selon la certification xNon précisé par la certification ‡ventes/streaming selon la certification |               |                |